# Begonia pedatifida
Espèce
Begonia pedatifida est une espèce de plantes de la famille des Begoniaceae. Ce bégonia est originaire de Chine. L'espèce fait partie de la section Platycentrum. Elle a été décrite en 1909 par Hector Léveillé (1863-1918). L'épithète spécifique pedatifida signifie « divisé comme une patte (d'oiseau) », par allusion à la forme des feuilles. 

## Répartition géographique
Cette espèce est originaire de Chine.

## Liste des variétés
Selon Tropicos (22 février 2017) (Attention liste brute contenant possiblement des synonymes) :
- variété Begonia pedatifida var. kewensis H. Lév.
- variété Begonia pedatifida var. pedatifida